# Johann Philipp von Gebsattel

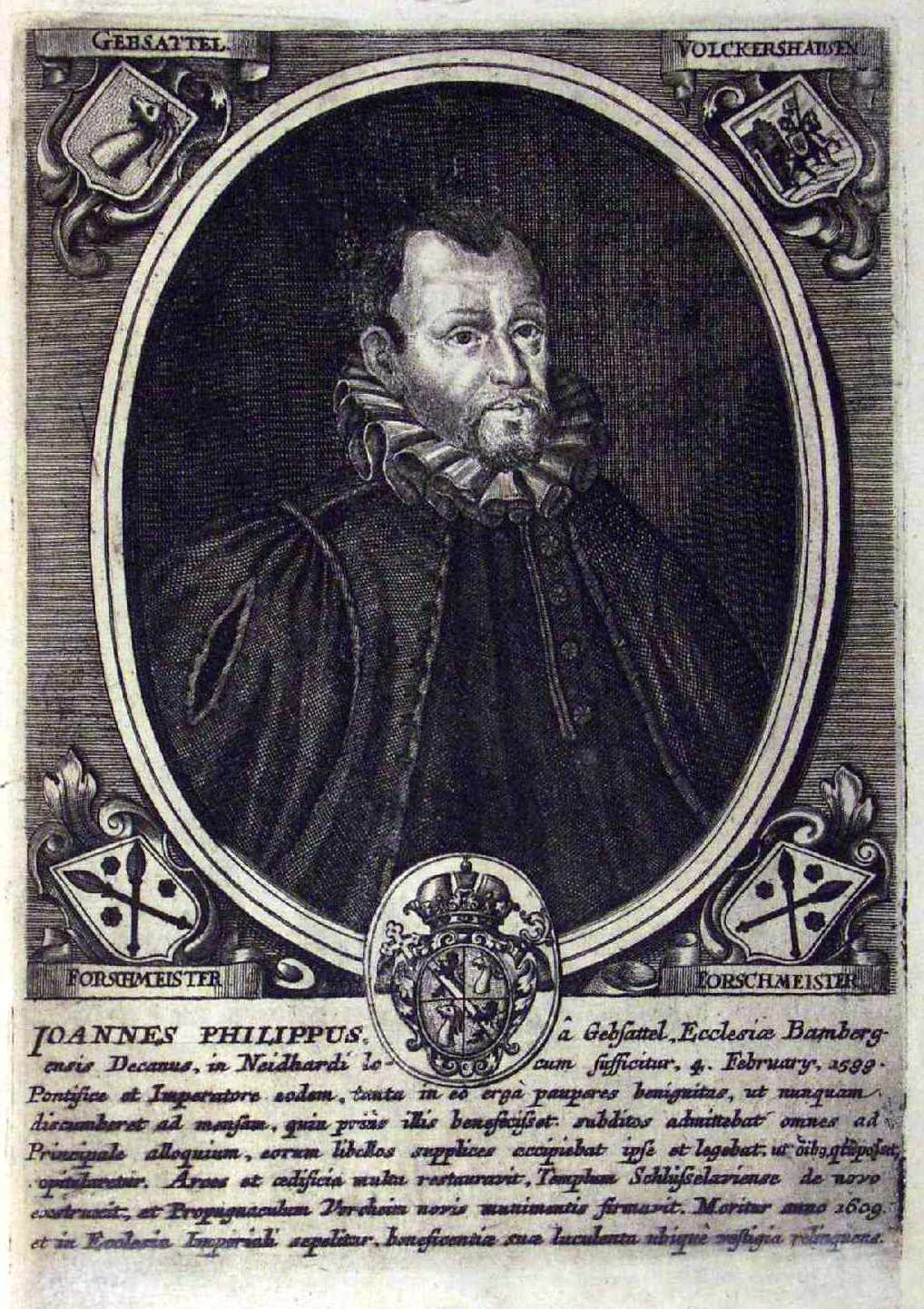
Johann Philipp von Gebsattel, Kupferstich von Johann Salver

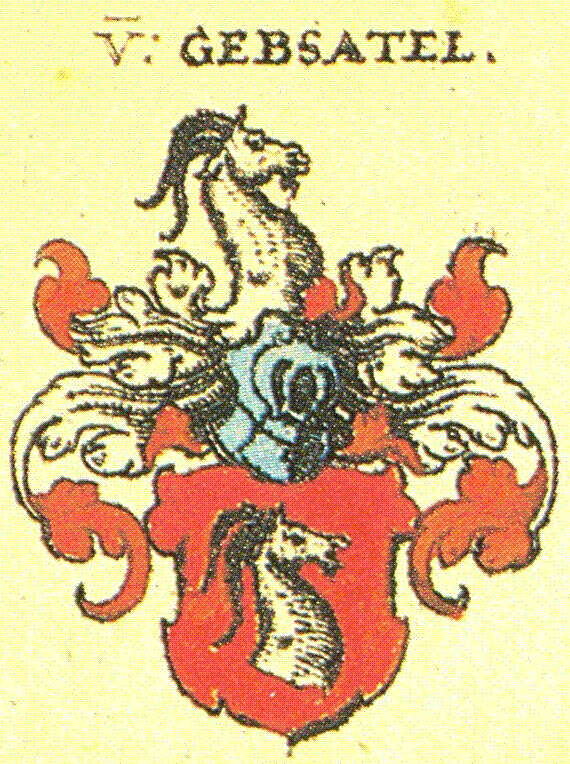
Wappen der Familie von Gebsattel. Als Bischof führte es Johann Philipp von Gebsattel als Element in einem gemehrten Wappen weiter.

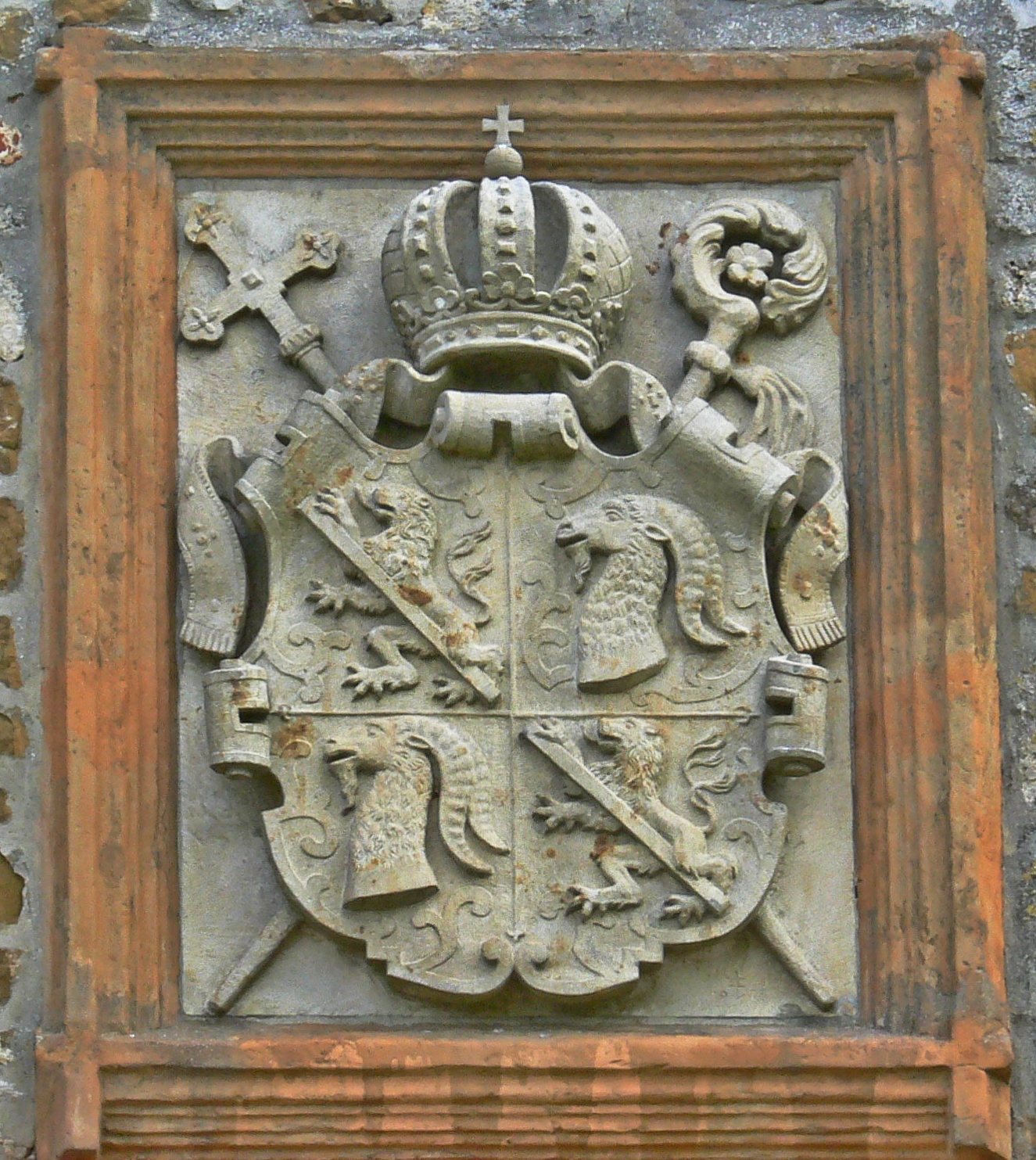
Torbogen auf der Giechburg mit dem gemehrten Wappen des Fürstbischofs

Johann Philipp von Gebsattel (* 13. Mai 1555; † 26. Juni 1609) war von 1599 bis zu seinem Tode 1609 Fürstbischof des Hochstiftes Bamberg.
Johann Philipp von Gebsattel stammte aus der fränkischen reichsfreien Adelsfamilie derer von Gebsattel. Der namensgebende Ort Gebsattel ist heute eine Gemeinde im mittelfränkischen Landkreis Ansbach.
In der Regierungszeit von Papst Clemens VIII. und Kaiser Rudolf II. wurde er 1599 zum Bischof gewählt. Er baute die Giechburg um 1600 zu ihrer beachtlichen Größe aus. Damit entstand aus einer Burgruine eine späte Höhenburg, die den Ansprüchen der Wehrhaftigkeit einer zeitgemäßen Burg nicht mehr entsprach und besser als ein Renaissanceschloss zu bezeichnen war. Weitere monumentale Bautätigkeiten begann er mit der späteren Neuen Residenz in Bamberg.
Er galt bereits zu seiner Zeit als umstritten. Man sagt ihm einen gewissen dekadenten Lebensstil, zum Beispiel das Konkubinat, nach und eine damit verbundene Vernachlässigung seiner Pflichten als Bischof. Er trat zumindest nicht in die Fußstapfen seiner Vorgänger, die energische Vertreter der Gegenreformation waren.

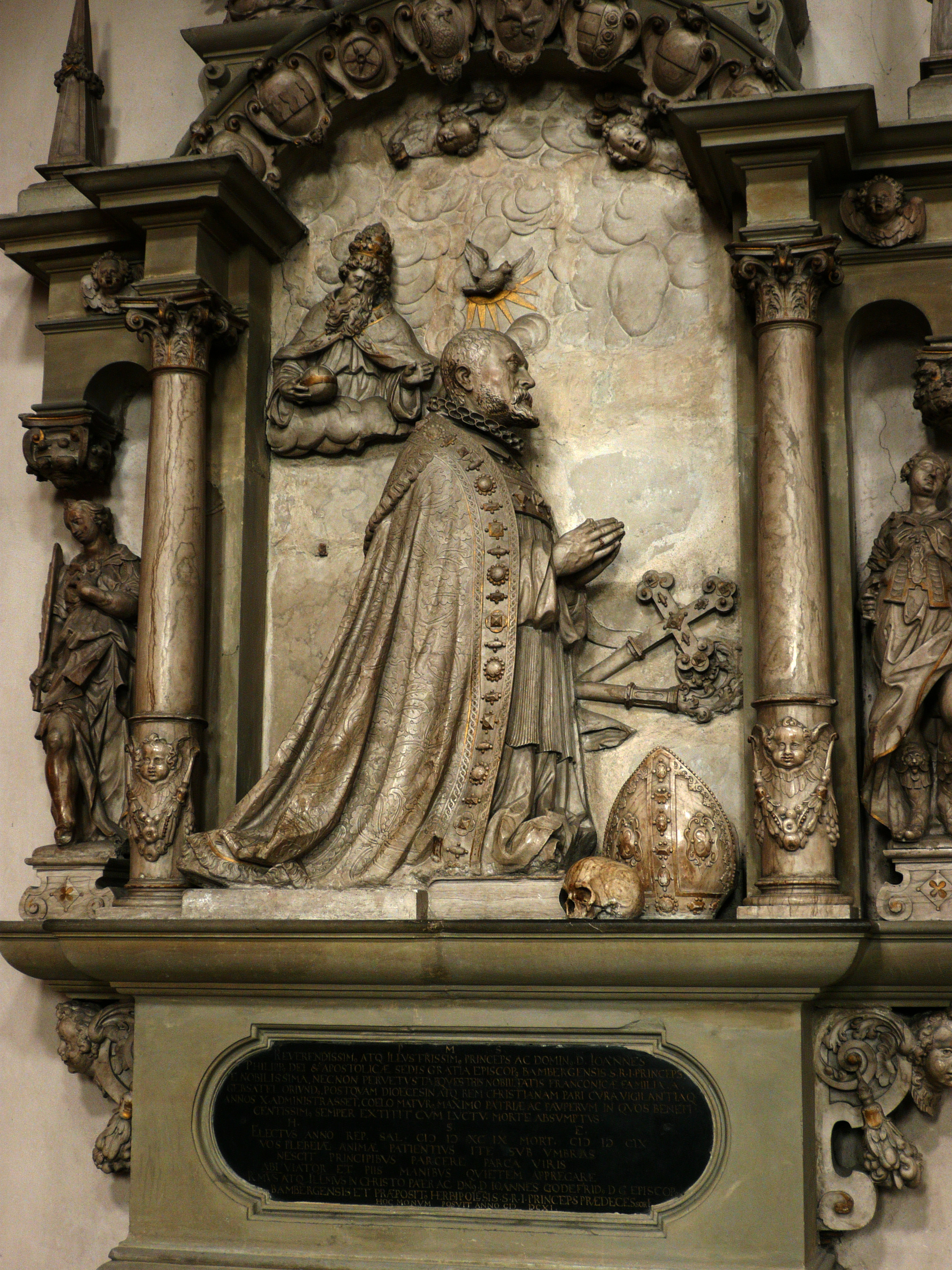
Grabdenkmal Johann Philipp von Gebsattels in der Michaelskirche

Sein Grabdenkmal befindet sich seit der Stilrestaurierung des Domes von Bamberg in der Michaelskirche im linken Seitenschiff (siehe auch Kloster Michelsberg).

## Wappen
Das Wappen des Fürstbischofs Johann Philipp von Gebsattel ist geviert. Es beinhaltet das Familienwappen der von Gebsattel in den Feldern zwei und drei. Es zeigt in Rot einen silbernen Bockshals mit schwarzen Hörnern. Im ersten und vierten Feld sind die Hoheitssymbole des Bistums Bamberg aufgenommen, ein schwarzer Löwe, bedeckt von einer silbernen Schrägrechtsleiste auf goldenem Grund.